# Rochester (Vermont)
Rochester es un pueblo ubicado en el condado de Windsor en el estado estadounidense de Vermont. En el año 2010 tenía una población de 1,139 habitantes y una densidad poblacional de 7.8 personas por km².

## Geografía
Rochester se encuentra ubicado en las coordenadas 43°52′34″N 72°48′44″O / 43.87611, -72.81222.

## Demografía
Según la Oficina del Censo en 2000 los ingresos medios por hogar en la localidad eran de $35,820 y los ingresos medios por familia eran $41,131. Los hombres tenían unos ingresos medios de $30,395 frente a los $21,964 para las mujeres. La renta per cápita para la localidad era de $19,986. Alrededor del 6% de la población estaban por debajo del umbral de pobreza.